# Jean Dubois (hockeyer)
Jean Marie Joseph François Dubois (Elsene, 4 oktober 1926 - 28 januari 2021) was een Belgisch hockeyer.

## Levensloop
Dubois was actief tot 1969 bij Royal Léopold HC. Met deze ploeg werd hij negenmaal landskampioen (1951, '52, '55, '59, '60, '61, '66, '67 en '68).
Daarnaast maakte hij deel uit van het Belgisch hockeyteam. Met de nationale ploeg nam hij onder meer deel aan de Olympische Zomerspelen van 1948, 1952, 1956 en 1960. Ook maakte hij deel uit van de nationale equipe die in 1959 werd bekroond met de 'Nationale trofee voor sportverdienste'. In totaal verzamelde hij 105 caps.
Zijn zoon Serge was eveneens actief in het hockey.